# Heil
Heil er det tyske ord for helbredelse, men efter Hitlers magtovertagelse blev det kendt fra den tyske hilsen "Heil Hitler" eller "Sieg Heil", som nazisterne brugte for at ære føreren, Adolf Hitler. Denne hilseform svarer til det engelske "Hail" og fascisternes "Hil".
Nazisternes mål var, at "Heil Hitler" skulle erstatte andre hilseformer. Den blev påbudt ved lov, og breve afsluttedes med et "Heil Hitler".
Samtidigt med ordene løftedes højre hånd. Nazisterne påstod, at urgermanerne havde gjort således. Nazisterne efterlignede nu bare fascismens "romerske hilsen" og kommunismes hævede knytnæve, fællesskabets signatur.
Det danske nazistparti DNSAP, der havde det tyske NSDAP som sit forbillede, brugte ikke "Heil Hitler", men sagde "DNSAP Dansk Front".
Konservativ Ungdom brugte heilen uden ord, men stoppede dog med dette inden Nazi-regimets forbrydelser blev kendt og inden Danmarks besættelse. Amerikanske børn brugte også en tilsvarende hilsen, når de svor troskab til flaget, men den praksis ophørte i 1941, da USA indtrådte i 2. verdenskrig.

## Ekstern henvisning
- Wikimedia Commons har flere filer relateret til Heil

## Fodnoter
1. ↑  Margit Værum: Og landsforræderne fik deres velfortjente straf (s. 30-31), ISBN 978-87-994256-0-0